# Tangla subtinotalis
Tangla subtinotalis là một loài bướm đêm trong họ Crambidae.